# Dimitrije Paleolog (sin Andronika II.)
Demetrije Paleolog (Δημήτριος Παλαιολόγος) bio je bizantski princ. Bio je sin cara Andronika II. Paleologa i njegove druge žene Irene te polubrat princa Konstantina i brat srpske kraljice Simonide Nemanjić. Znan je i kao Demetrije Anđeo Duka (Δημήτριος Ἄγγελος Δούκας), a bio je nazvan po božici Demetri.
Rođen je oko 1295. 1304. je poslan na dvor kralja Srbije Stefana Uroša II., koji je oženio Demetrijevu sestru Simonidu Paleolog.
Godine 1306., Demetrije je postao despot.
Bio je i guverner Soluna, kao i njegov brat Ivan. Na kraju je pobjegao u Srbiju.

## Osobni život
Demetrije je bio dosta pobožan pravoslavac te je bio vrstan teolog, a slikao je minijature.
Oženio je ženu za koju se pretpostavlja da je bila njegova sestrična Teodora Komnena, a imao je kćer, caricu Irenu. Imao je još jedno dijete, a bio je djed Ivana Kantakuzina i Demetrija I. Kantakuzina.